# Aloysia citrodora
Aloysia citrodora, conocida como cedrón, cidrón, hierbaluisa o verbena de Indias, es una especie de planta de la familia Verbenaceae, originaria de América del Sur. Se cultiva como planta ornamental y por sus propiedades medicinales.

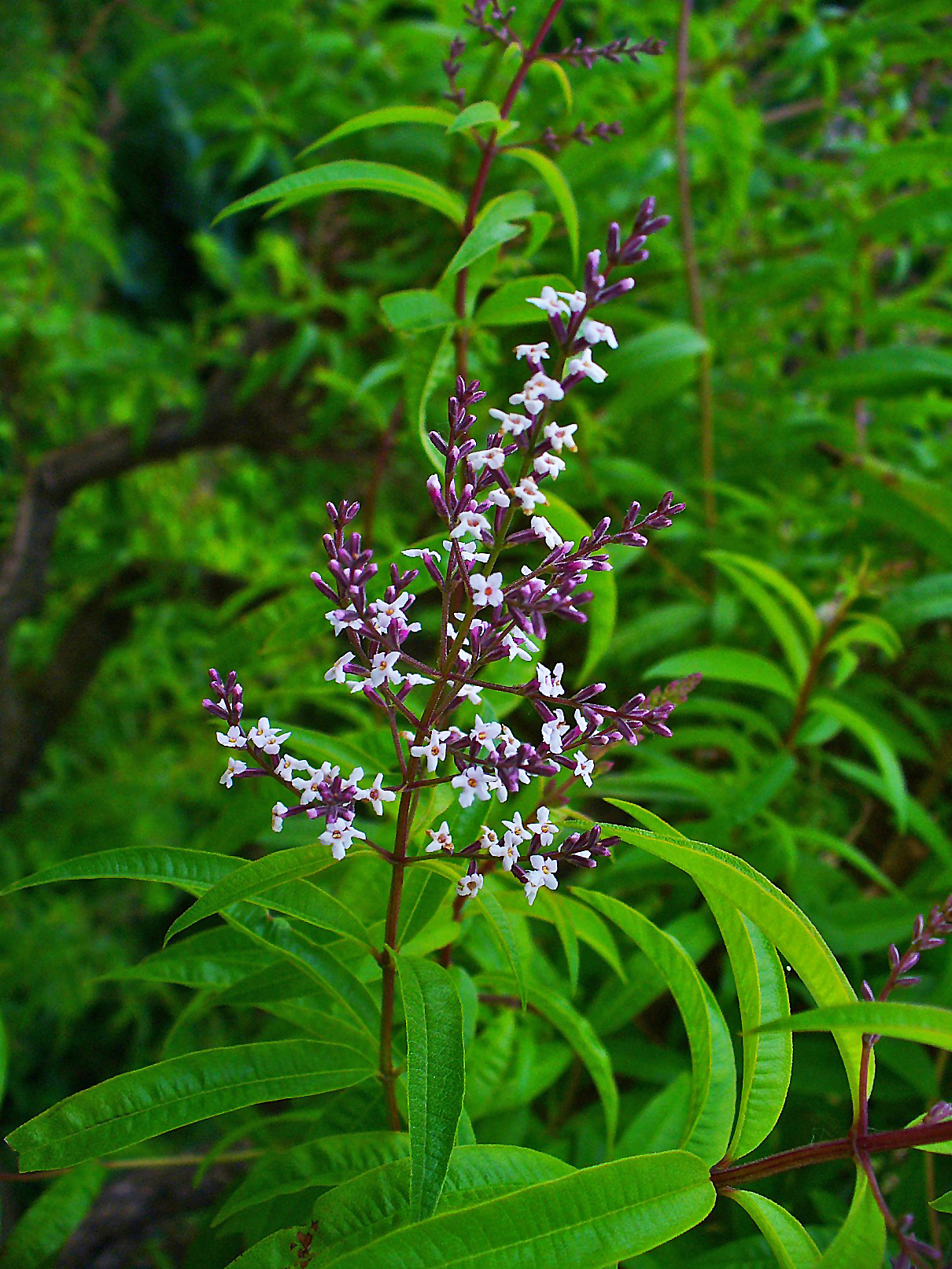
Inflorescencia

## Denominaciones
En las idiomas autóctonas de los Andes se llama jichu sokkos en quechua y suyuisa en aimara
Entre otros nombres utilizados para llamar está planta encontramos: hierba luisa (Cusco, Puno, Apurimac), acate de limón, té limón, té de caña, jichu sokkos, suyuisa y jichu cedrón, zacate de limón, santol, cañita de limón, yerba de calentura, yerba limón, limoncillo, erva cidreira, limonera, caña santa, etc.

## Descripción
Es un arbusto caducifolio de hasta tres metros de altura. Sus hojas aparecen agrupadas en verticilos trímeros, que tienen hasta 7 cm de longitud, son lanceoladas, apicadas, con el margen liso o muy finamente aserrado y un pecíolo muy corto, de color verde claro por el haz, con el envés marcado por glándulas oleosas bien visibles. Despiden una fuerte fragancia a limón y algo mentolada.
Florece en verano, las flores son pequeñas, rosadas, blanquecinas o blanquecino-violáceas, agrupadas en panículas terminales laxas, de hasta 10 cm de largo. El cáliz posee dos labios laterales; la corola es acampanada, simpétala, con los lóbulos imbricados, de color blanco o rosado. El gineceo está formado por dos carpelos unidos. El fruto está formado por dos núculas.

## Distribución y hábitat

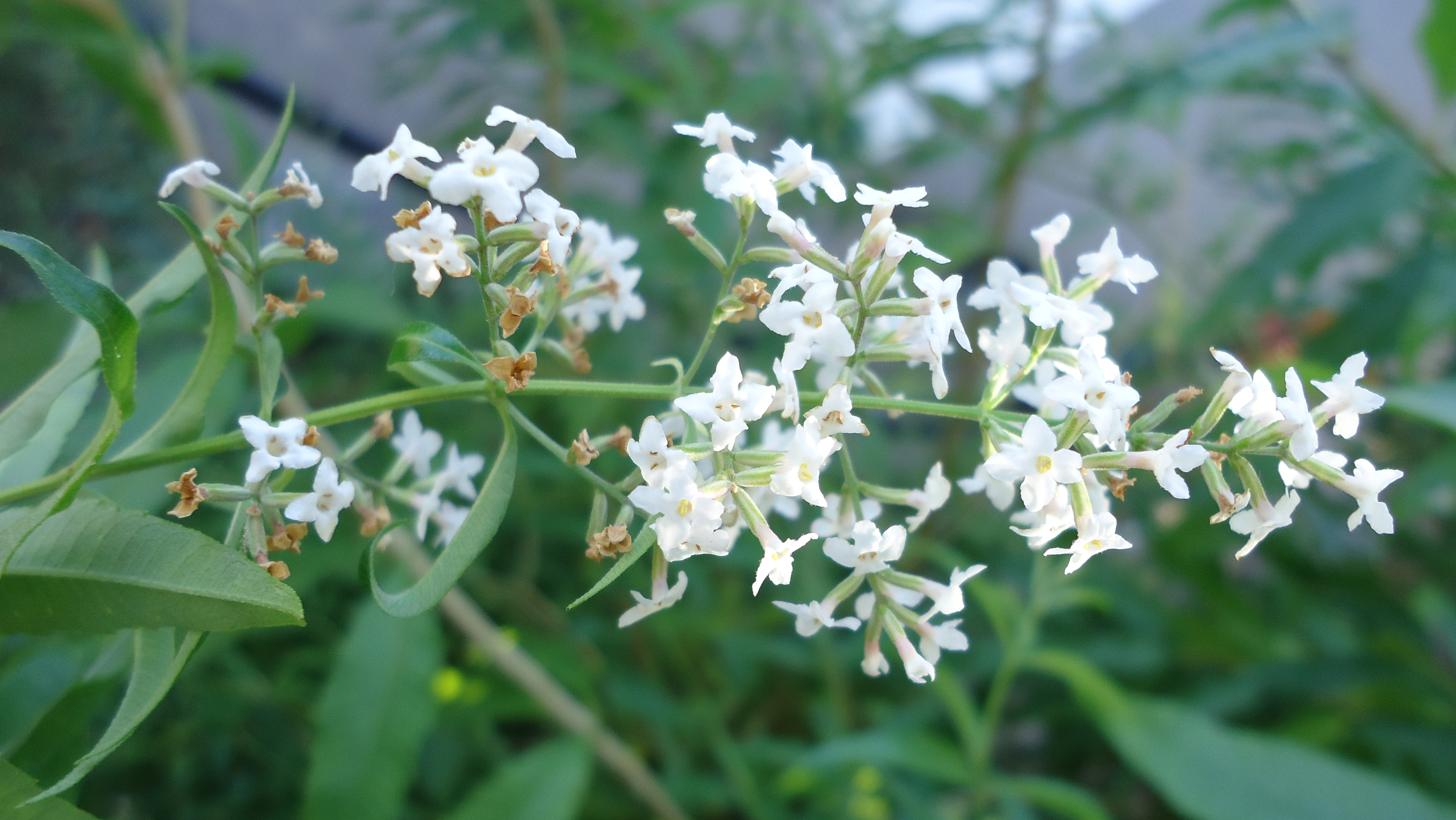
Detalle flores

Nativa de América del Sur, comprendiendo países como Chile, Paraguay, Brasil, Uruguay, Argentina, Bolivia, Colombia, Perú, Venezuela y Ecuador. En el siglo XVII, tras las expediciones de conquista fue llevada a Europa, donde empezó a cultivarse en las zonas templadas.

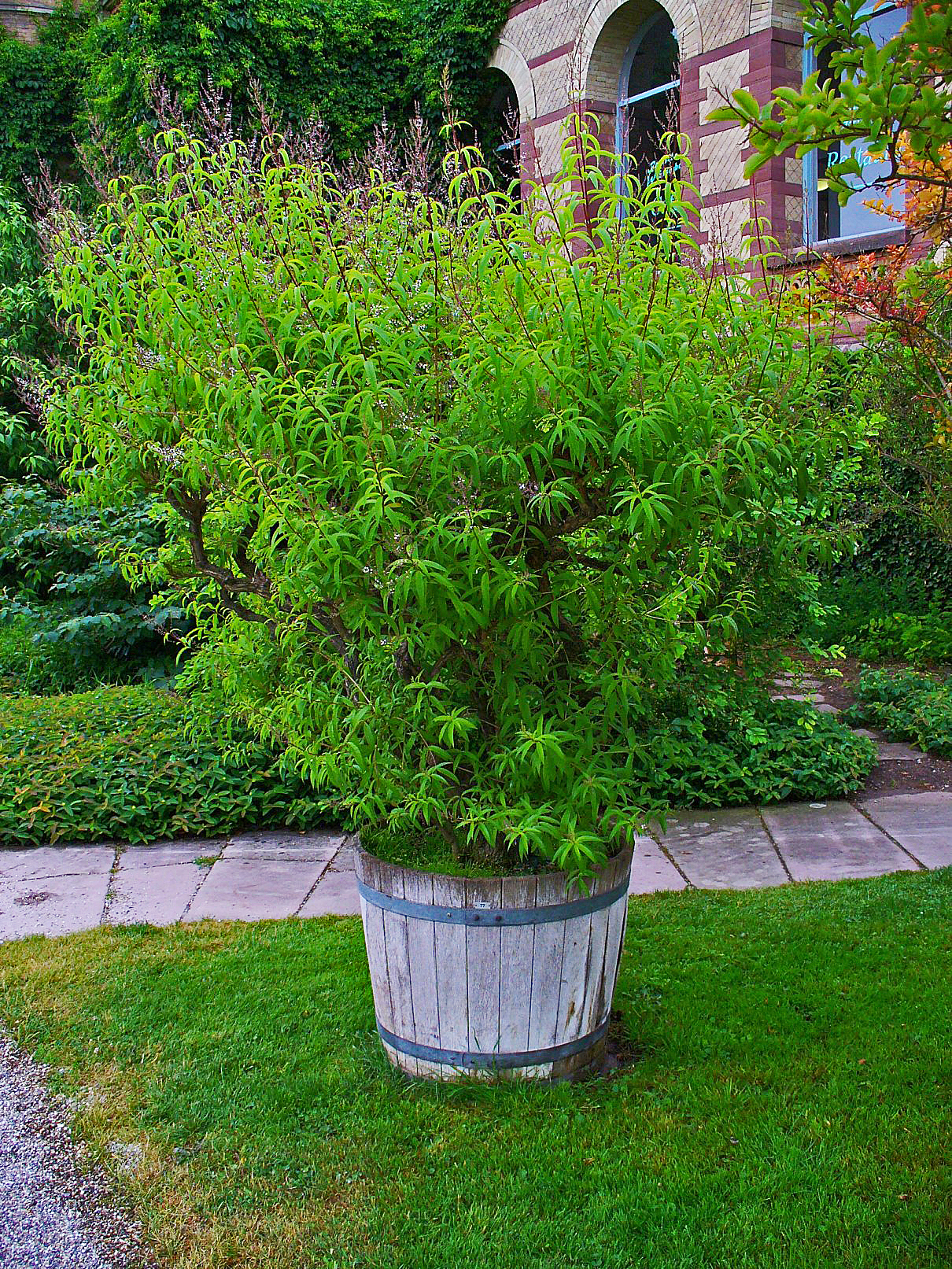
Como planta ornamental

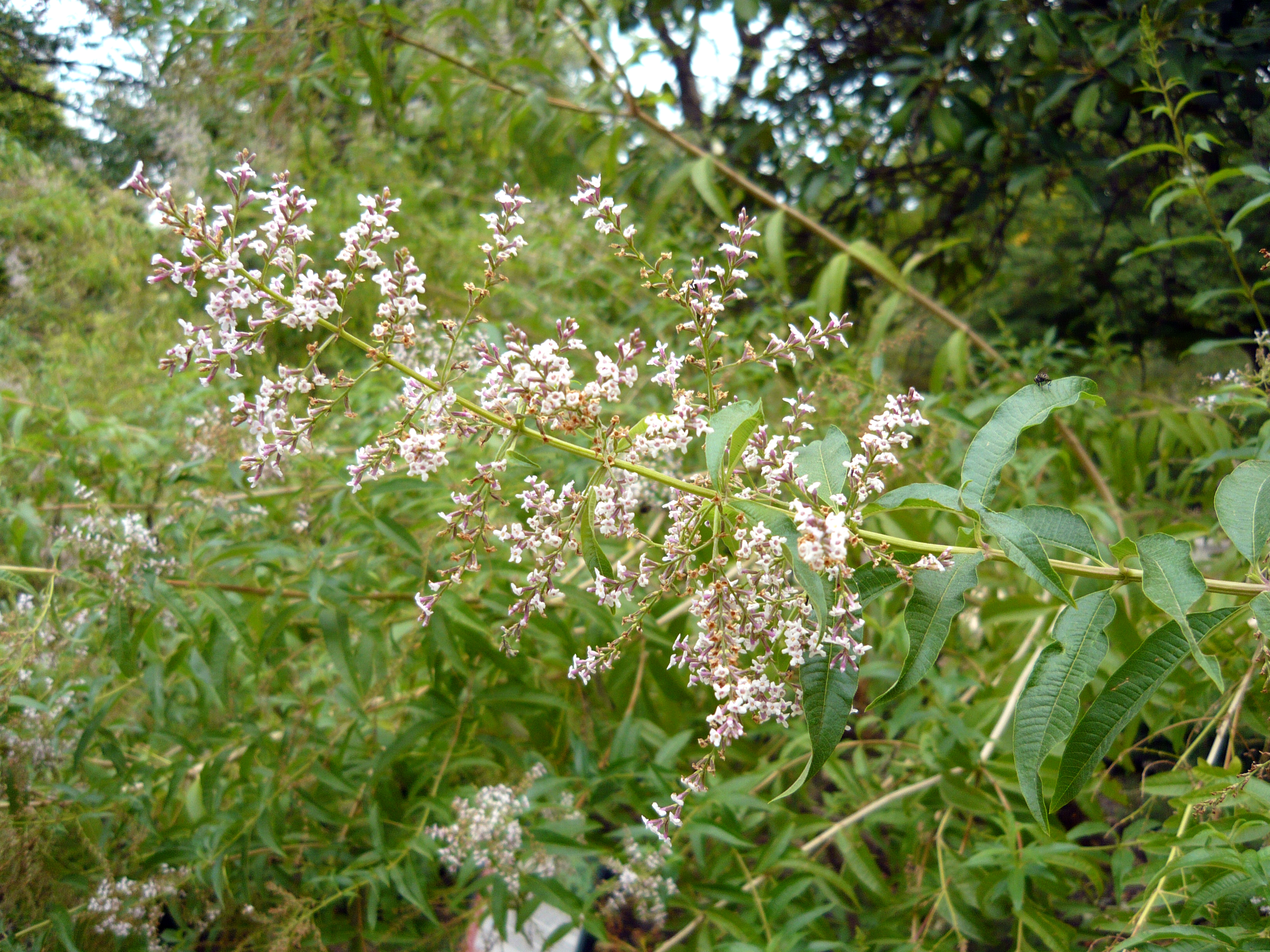
Vista de la planta

## Importancia económica y cultural

### Uso ornamental
Se cultiva en los jardines y huertos como planta aromática. Prefiere un clima cálido constante, exposición soleada y humedad; resiste bien las heladas, aunque si son continuadas pierde las hojas. Las heladas intensas matan también las ramas más finas, aunque usualmente la madera más vieja soporta hasta -10 °C, y permite a la planta recuperarse en la estación cálida. Necesita buen drenaje, suelo fértil y húmedo en verano. 
Se multiplica por semilla con facilidad, y es posible reproducirla mediante esqueje.

### Usos medicinales
Las hojas del cedrón son ricas en un aceite esencial, cuyo componente principal es el citral, responsable de su aroma, y que contiene además limoneno, linalol, cineol, terpineol, y cariofileno, un aldehído sesquiterpénico al que se atribuye acción eupéptica y espasmolítica.
Los extractos de Aloysia citrodora son ricos en fenilpropanoides, especialmente verbascósido, que presentan actividad biológica como antioxidantes.
Su infusión (realizada con entre 5 y 20 gramos por litro) se utiliza como digestivo, carminativo y antiespasmódico, para casos de dispepsia o dolores de estómago. Se la consume también como sedante y relajante muscular. Posee una importante cantidad de melatonina[cita requerida], sustancia que se usa como relajante natural y que favorece notablemente el sueño nocturno.

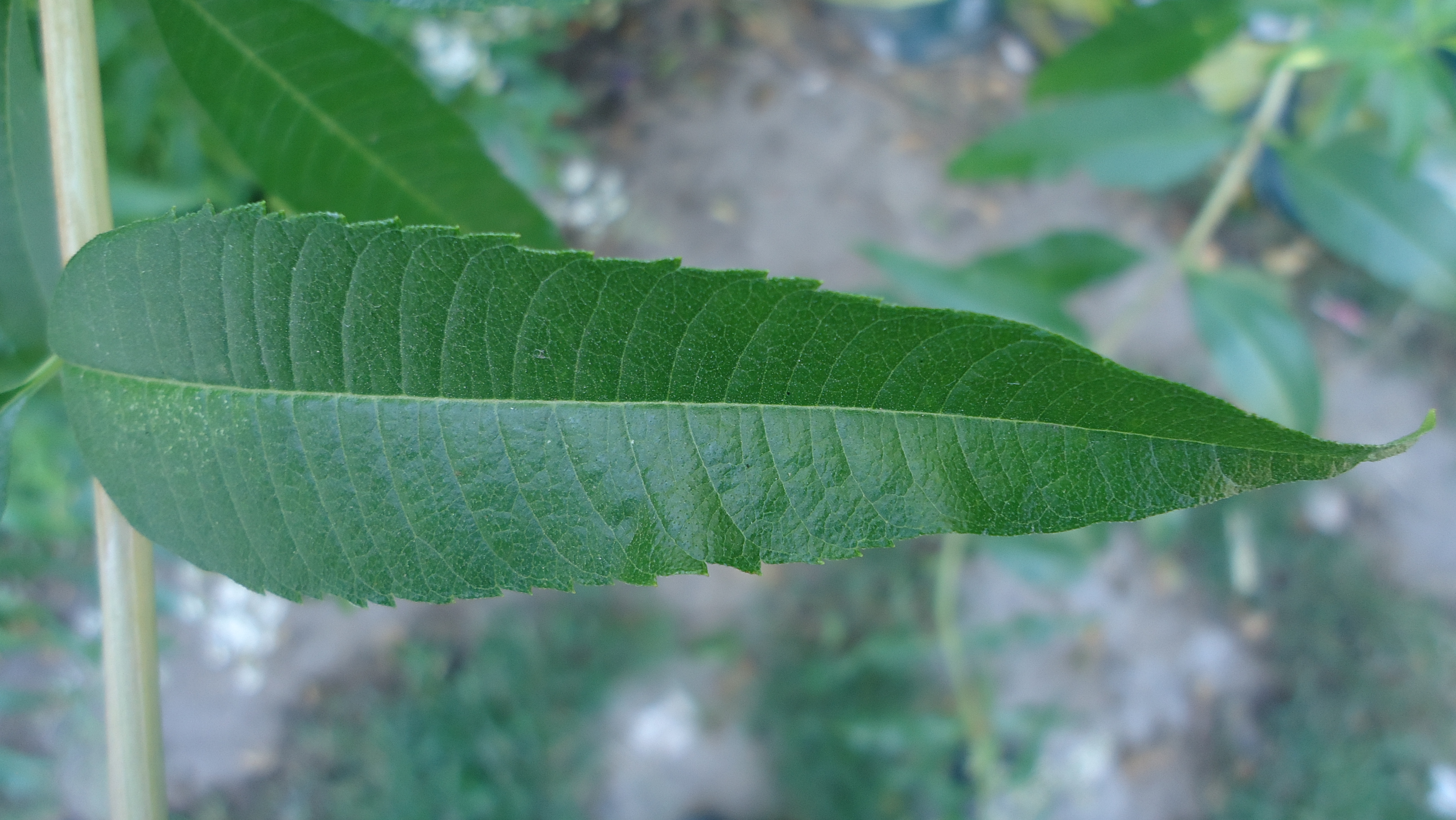
Detalle de la hoja

Los elementos usados en infusión se recogen dos veces al año, a finales de la primavera y comienzos del otoño. Se emplean las hojas tiernas y las sumidades floridas.
En Argentina es una planta medicinal oficial, posee una monografía en la Farmacopea Nacional Argentina, VI edición.
En Uruguay se utiliza para los mates de té, mate amargo o como infusión solamente. Es común escuchar en este país el dicho "Hay que darte un tecito de cedrón a bo' y te vas a dormir" como ironía para algún individuo que esté imprudente o molestando, sea a un niño o algún adulto.
En Ecuador se encuentra incorporada en la medicina tradicional de la región andina del país, siendo común su consumo en las familias.
Capacidad antioxidante
La suplementación con extracto de Aloysia citrodora protege los neutrofilos del daño oxidativo, disminuyendo los marcadores del daño muscular ocasionado por la práctica de ejercicio físico.
El extracto de esta planta PLX muestra propiedades antioxidantes que pueden desempeñar un papel importante en la protección contra el estrés oxidativo ocasionado por la práctica de ejercicio físico intenso.

### Usos gastronómicos
Las hojas secas y picadas se emplean en marinadas, aderezos y salsas para dar un toque de aroma cítrico. Se elabora con ella también un sorbete aromático y una infusión digestiva y refrescante. En Paraguay y en el Noreste de Argentina se utiliza en el tereré y el mate, mientras que en el resto de Argentina y en Uruguay es una de las hierbas con las que se puede saborizar el mate, a su vez, es usada como infusión por sí sola.

## Taxonomía
Aloysia citrodora fue descrita por Antonio Palau y Verdera y publicada en Parte práctica de Botánica, vol. 1, p. 768, en 1784.

#### Etimología
Véase: Aloysia
citrodora: epíteto latino que significa "con aroma a limón".

## Nombres comunes
- Argentina: cedrón, cedro
- Bolivia: cedrón
- Chile: cedrón
- Colombia: cidrón
- Ecuador: cedrón
- España: hierbaluisa, hierba luisa[14]
- México: cedrón
- Paraguay: cedrón
- Perú: cedrón, cidrón, yerba cidera, yerba de la princesa
- Uruguay: cedrón
- Venezuela: hierba luisa[15]